# Gare de Nagatoshi
La gare de Nagatoshi (長門市駅, Nagatoshi-eki) est une gare ferroviaire de la ville de Nagato, dans la préfecture de Yamaguchi au Japon. Elle est exploitée par la compagnie JR West.

## Situation ferroviaire
La gare de Nagatoshi est située au point kilométrique (PK) 599,6 de la ligne principale San'in. Elle marque la fin de la ligne Mine.

## Histoire
La gare a été inaugurée le 3 novembre 1924 sous le nom de gare de Shōmyōichi (正明市駅). Elle prend son nom actuel en 1962.

## Service des voyageurs

### Accueil
La gare dispose d'un bâtiment voyageurs ouvert tous les jours, avec des guichets pour l'achat de titres de transport.

### Desserte
- Ligne principale San'in :
  - voies 1 à 3 : direction Hatabu et Shimonoseki
  - voies 1 et 3 : direction Masuda
  - voies 2 et 3 : direction Senzaki
- Ligne Mine :
  - voies 2 et 3 : direction Asa